# مايك دونليفي (سياسي)
مايكل جيمس دونليفي (بالإنجليزية: Michael James Dunleavy)‏ هو سياسي أمريكي من الحزب الجمهوري ولد في يوم 5 مايو 1961 في مدينة سكرانتون في بنسيلفانيا. أنتخب في سنة 2018 ليكون حاكم ولاية ألاسكا، ليخلف بيل ووكر.